# ツノボソオオクワガタ
ツノボソオオクワガタ（角細大鍬形 Dorcus gracilicornis）は、コウチュウ目・クワガタムシ科・クワガタ属・オオクワガタ亜属の1種であり、オオクワガタの仲間では中型種である。
台湾では「細角大鍬形蟲」と呼ばれている。

## 形態
体長はオスが24 - 48mm、メスが20 - 28mm。
アンタエウスオオクワガタを小型にして、胴を長くしたような姿をしている。
30mm程度のオスでも、はっきりとした内歯（内側のトゲ）を持っていて、メスでは上翅の中央まで 縦のスジがはっきりしている。
アンタエウスオオクワガタのような大アゴ付根の裏側のオレンジ色の毛束はない。

## 分布
台湾

## 生態
標高の高い涼しい地域に生息して、生息数は それほど多くはない。
幼虫は、赤枯れの朽木の中で生活し、その朽木を食べて育つ。